# Andrzej Łążyński
Andrzej Łążyński herbu Lubicz – chorąży chełmiński w latach 1668–1673.
Poseł sejmiku generalnego pruskiego na oba sejmy 1666 roku, sejm 1667 roku, sejm nadzwyczajny (abdykacyjny) 1668 roku. Poseł na sejm nadzwyczajny 1670 roku z województwa chełmińskiego.